# Assendorp
Assendorp (Nedersaksisch (Zwolle): Assendörp [ɑs̠n̩dœˑʀəp]) is een wijk in Zwolle, in de Nederlandse provincie Overijssel.

## Doel van de bouw van de wijk
De wijk is gebouwd met als doel sociale woningbouw toe te passen. De wijk begint tussen het Weezenland en Bartjensstraat. Daar bouwde in 1860 het Zwolsche Departement der Vereniging tot bevordering van Fabrieks- en handelsnijverheid 20 woningen voor de huur van ƒ 1,- per week. Iedere woning bestond uit 2 vertrekken, een lange gang en een poepton buiten. De huurders van het Zwolsche Departement werden middels een kleine bijdrage in staat gesteld eigenaar te worden van de woningen. Een proces dat ook gebruikt werd voor de arbeiderswoningen in de Enkstraat, naast houthandel Van Raalte.
Vanuit het Departement ontstond de Zwolse Vereniging tot verbetering van arbeiderswoningen. In 1878 werden op dezelfde wijze 25 huizen gebouwd aan de Bartjenstraat. Hier woonden met name arbeiders van de azijnmakerij Heerkens Schaepman & Co die in 1807 was opgericht. Na 1963 brak men de woningen af.

## Spoorwegwijk
Tussen 1870 en 1900 groeide Zwolle sterk en was het de op een na snelst groeiende stad van Nederland. De groei werd bevorderd door de opening van het station in juni 1868. De Maatschappij tot Exploitatie van Staatsspoorwegen opende in 1870 een Centrale Werkplaats in Zwolle, in de volksmond de Constructiewinkel genoemd. Rond de eeuwwisseling werkten daar ongeveer 600 mensen. In 1915 was bijna een kwart van de Zwolse beroepsbevolking er werkzaam. In 1921 werkten er meer dan 1100 mensen. Door de toename aan arbeid was er ook behoefte aan geschikte goedkope woningen. Hiervoor werd Assendorp langzaam omgebouwd tot een wijk voor spoormensen. Het hogere personeel kreeg de grotere woningen, het lagere volk moest genoegen nemen met een bescheiden huisje.
De regels voor deze arbeiders van de spoorwegen waren streng. Assendorp mocht in die tijd zelfs geen slijterij of café hebben. Drankzucht was ook in die tijd een groot sociaal probleem. Het aantal winkels schommelde in 1933 zo rond de 260.
In 1938, midden in de depressietijd, wordt Assendorp getroffen door een grote ramp. De belangrijkste werkgever, het spoor, verhuist de Werkplaats. Veel wijkbewoners verhuizen mee naar het verre Tilburg. In combinatie met de daarop volgende Tweede Wereldoorlog, waarbij vijf woningen getroffen werden door bommen, gaat de wijk hard achteruit. Veel woningen en zelfs hele straten verpauperden. Voorbeelden hiervan waren de Van der Laenstraat, Wagenmakersstraat en Azaleastraat. De sociale situatie werd daar zo ernstig dat de bestuurders van de stad besloten de Azaleastraat met de grond gelijk te maken en te vervangen door een wijkpark; het Azaleapark.

## 1960-heden
In 1960 begint voorzichtig de opleving. In Nederland stijgt de welvaart en dat heeft ook effect op Assendorp. Krotten gaan tegen de vlakte waarna er nieuwbouwwoningen verschijnen op plekken waar jarenlang gewacht is op de (niet gekomen) aanleg van de A28. Dit heeft het karakter van een knusse vooroorlogse wijk slechts op enkele plekken aangetast. In de jaren negentig worden er in de voormalige St. Jozefkerk ouderenwoningen gerealiseerd.
Begin 21e eeuw is Assendorp een redelijk welvarende volkswijk, zonder grote sociale problemen, populair onder studenten, kunstenaars en vele diverse bevolkingsgroepen. Assendorp heeft een zeer divers winkelaanbod, een klooster, een moskee, verschillende zelfstandige kabeltelevisie-stichtingen, een eigen volkslied en een vereniging Vrienden van Assendorp, die zich sterk maakt voor het uiterlijk van de wijk.
De sociaal-culturele vereniging Eureka is sinds haar oprichting in 1992 gevestigd aan het Assendorperplein in het gebouw van de voormalige Hervormde Kweekschool (1910). Een gevelsteen boven de ingang herinnert nog aan de kweekschool.
Assendorp heeft zijn eigen kabeltelevisie-aanbieder, Assendorp.tv.

### Bewoners
- Muzikant/kunstenaar Herman Brood is geboren in Assendorp (Pierik).
- De beroemde Russische bariton Michael Minsky woonde vanaf 1978 tot aan zijn dood in 1988 in (Oud) Assendorp.
- De journaliste en radio- en televisiepresentatrice Margreet Spijker is in 1964 in de Azaleastraat in Assendorp geboren.

## Wijkgedeelten
Assendorp bestaat uit de volgende delen:
- Nieuw-Assendorp
- Oud-Assendorp
- Pierik
- Stationsbuurt
- Wezenlanden
- Bedrijventerrein Marslanden Noord
- Hanzeland